# Димитър Попов (генерал, р. 1919)
Вижте пояснителната страница за други личности с името Димитър Попов.
Димитър Димитров Попов е български партизанин и офицер, генерал-лейтенант.

## Биография
Роден е на 3 март 1919 г. в Брацигово. През 1936 г. става член на РМС, а през септември 1943 г. на БКП. През 1933 г. се записва като ученик в средно техническо училище „Христо Ботев“, което завършва през 1938 г. След това започва да учи строително инженерство в Бърно, Чехословакия. От 1942 г. продължава да учи същата специалност в Братислава. Изгонен от там поради комунистическа дейност. Връща се през 1943 г. в Брацигово.
Участва в Съпротивителното движение по време на Втората световна война. Партизанин е в Родопски партизански отряд „Антон Иванов“ от септември 1943 година. След като отряда е разгромен, става командир на батальон „Васил Петлешков“ от Първа родопска бригада „Георги Димитров“, макар по други данни това да е умишлена заблуда от негова страна. През септември 1944 г. е назначен за комендант на Брацигово, на който пост остава до октомври същата година. Според справка в досието му проявява мекушавост при „прочистване на града от народни врагове“. Между октомври 1944 и юли 1945 г. е деловодител в Областния комитет на БКП в Пловдив.
Служи в Българската армия от 1945. От август до ноември 1945 г. е командир на батальон във 2-ри армейски свързочен полк. Изкарва едногодишен курс във Военното училище в София (ноември 1945-октомври 1946) с добър успех. След това до октомври 1947 г. е командир на танков батальон във втора бронирана бригада. През 1947 г. изкарва двумесечен курс (октомври-декември) за преподготовка на танкови командири. В периода декември 1947-октомври 1948 г. е командир на първи танков полк в Казанлък. Между октомври 1948 и октомври 1951 г. е командир на тринадесета танкова бригада в Сливен. От октомври 1951 до октомври 1952 г. е началник на отдел „Бронетанкови и механизирани войски“ (БТ и МВ) в щаба на трета армия. От декември 1952 г. е временно изпълняващ длъжността командир на девета танкова дивизия. От март 1951 г. е полковник. Завършва Военната академия „М.В.Фрунзе“. От 22 февруари 1954 г. е генерал-майор. Началник на Военното училище (1955 – 1957). През 60-те години е заместник-началник на Главното политическо управление на българската народна армия. Инспектор в Министерството на народната отбрана. До 1966 г. е началник на отдел „Бойна подготовка“ в Министерството на народната отбраната. Достига до военно звание генерал-лейтенант Между 1960 и 1962 г. е командир на втора мотострелкова дивизия.